# Der weiße Strich
Der weiße Strich (teilweise auch Aktion weißer Strich) war der Name einer Kunstaktion, mit der am 3. und 4. November 1986 fünf aus der DDR stammende Künstler, die nach West-Berlin ausgereist waren, auf die Mauer aufmerksam machen wollten. Sie wollten die gesamte Mauer mit einem gut sichtbaren weißen Strich versehen, um ihr den Staffeleicharakter zu nehmen, denn ihrer Ansicht nach verharmlosten die Mauermalereien die eigentliche Funktion des Bauwerks. Die Aktion sollte zugleich die Begrenzung verdeutlichen, die die Mauer für das Leben der Westberliner Bevölkerung bedeutete. Die fünf Mauermaler waren Frank Willmann, Wolfram Hasch, Frank Schuster und Thomas und Jürgen Onißeit. Sie stammten aus Weimar, wo sie sich in der Subkultur von Hippies und Punks kennengelernt hatten.
Die Mauermaler trugen bei der Aktion Masken, um sich unkenntlich zu machen. Am zweiten Tag versteckten sich drei DDR-Grenzsoldaten, die durch eine verdeckte Tür in der Mauer gekommen waren, im Unterholz des Tiergartens. Wolfram Hasch erreichte als erster die Höhe des Verstecks, das noch auf Ost-Berliner Territorium lag, und wurde festgenommen. Die Aktion wurde daraufhin abgebrochen. Hasch wurde zu 20 Monaten Gefängnis verurteilt, die er im Gefängnis Bautzen absitzen sollte. Nach sieben Monaten, im Juni 1987, wurde er von der Bundesrepublik Deutschland freigekauft. Es war seine zweite Haftzeit aus politischen Gründen in einem DDR-Gefängnis; bereits 1984 hatte der damals 20-Jährige wegen der Vorbereitung eines Flugblattes in Weimar eine zweieinhalbjährige Gefängnisstrafe ausgesprochen bekommen.
Bei Aktenrecherchen zur Rekonstruktion des Geschehens stellte sich heraus, dass einer der fünf Teilnehmer als Informant des Ministeriums für Staatssicherheit bis 1984 Teile der Weimarer Subkultur ausspioniert hatte. 2011 wurde in der Gedenkstätte Bautzen erstmals eine Wanderausstellung über diese Aktion gezeigt.
2014 veröffentlicht Gerd Kroske den Dokumentarfilm Striche ziehen auf der DOC Leipzig. Von der Deutschen Film- und Medienbewertung (FBW) erhielt er das Prädikat Besonders wertvoll.